# Marjolijn van den Assem

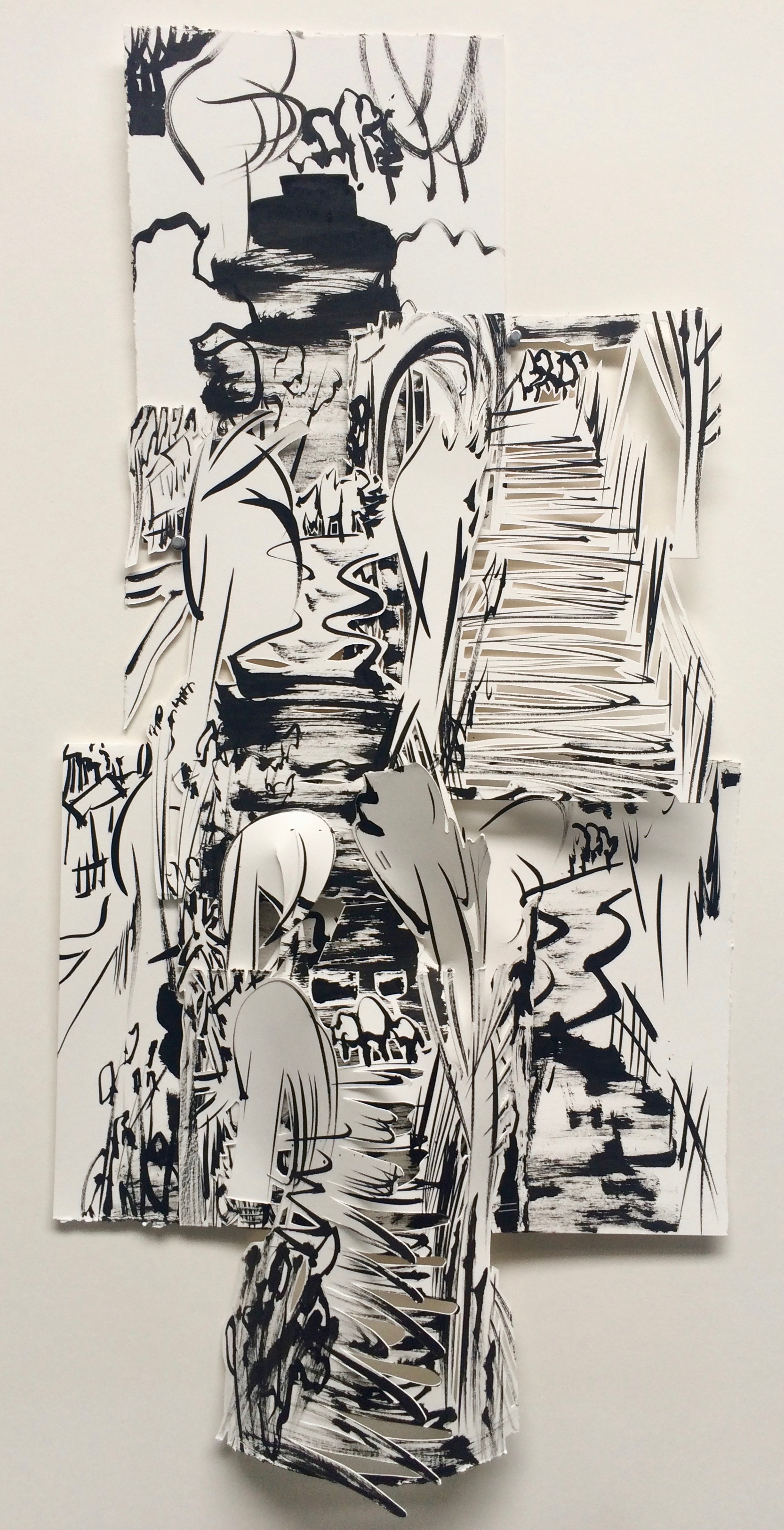
trotzdem/and yet ...(22) 2017 o.i.inkt/nietjes op museumkarton 93 x 45 x 18 cm Marjolijn van den Assem

Marjolijn van den Assem (Rotterdam, 11 februari 1947) is een Nederlandse beeldend kunstenaar. Zij woont en werkt in Rotterdam.
Het werk van Van den Assem laat zich lezen als reisverslagen via seismografische tekeningen. Het gaat haar niet om een realistische weergave van wat het oog ziet, maar zij laat haar hand de gedachtegang - de denkweg - verbeelden. Haar denkbeeldige reizen hebben vaak hun oorsprong in de brieven van Friedrich Nietzsche. Haar werk is opgenomen in vele Nederlandse musea, waaronder Museum Gouda, het Rijksmuseum Amsterdam, en in bedrijfs- en particuliere collecties.
Op de ranglijst van "De beste 100 Nederlandse kunstenaars" stond Marjolijn van den Assem volgens Elsevier (6 mei 2006, nr 18) op de 70e plaats. In 2012 ontving zij de oeuvreprijs 'Briljanten kunstenaar van het jaar' (Stichting kunstweek). In 2019 ontving Van den Assem de Hendrik Chabot Prijs voor haar werk.